# Vụ rơi máy bay Aero L-39 Albatros của Không quân Việt Nam 2016
Ngày 26 tháng 8 năm 2016, một máy bay huấn luyện Aero L-39 Albatros mang số hiệu 8705 của Trung đoàn Không quân 910 Trường Sĩ quan không quân, Không quân Nhân dân Việt Nam xuất phát từ sân bay Tuy Hòa (Phú Yên, Việt Nam) để thực tập huấn luyện, sau khi cất cánh được vài phút thì gặp sự cố và rơi tại cánh đồng lúa ở Hòa Thành, Đông Hòa, Phú Yên, Việt Nam khiến một học viên phi công tử vong và một thường dân bị thương.

## Tai nạn
Vào lúc 8 giờ 20 sáng ngày 26 tháng 8 năm 2016, hai máy bay huấn luyện Aero L-39 Albatros, trong đó có chiếc mang số hiệu 8705 của Trung đoàn Không quân 910, Trường Sĩ quan không quân, Không quân Nhân dân Việt Nam xuất phát từ sân bay Tuy Hòa (Phú Yên, Việt Nam) thực hành huấn luyện bay trên vùng trời Phú Yên. Đây là chuyến bay đơn nên chỉ có học viên phi công là Phạm Đức Trung và không có giáo viên bay kèm. Đây là buổi tập bay cuối cùng kết thúc khóa huấn luyện của phi công này trên máy bay.
Sau khi cất cánh và lấy độ cao bay tập luyện thì bất ngờ xảy ra sự cố mất công suất động cơ. Phi công được lệnh quay về sân bay Tuy Hòa nhưng không thành. Phi công đã không kịp nhảy dù.
Máy bay bị rơi ngang qua sát đất cắt ngang Quốc lộ 1 gần cầu Đà Rằng và đâm trúng một người đàn ông đi trên quốc lộ, làm gãy một đoạn dải phân cách giữa hai làn đường rồi lao xuống ruộng lúa, kéo một vệt dài khoảng 100 m. Phần đầu chiếc máy bay bị vỡ nát. Phi công Phạm Đức Trung bị thương nặng và tử vong sau đó. Do vị trí máy bay rơi gần sát Quốc lộ 1 nên đã gây ách tắc phương tiện đi trên quốc lộ.
Bí thư Tỉnh ủy Phú Yên Huỳnh Tấn Việt đã đến hiện trường chỉ đạo trực tiếp. Thi thể phi công Phạm Đức Trung được đưa về Bệnh viện đa khoa tỉnh Phú Yên.
Một người dân đang đi trên quốc lộ là ông Đặng Hùng (SN 1949, trú xã Phước Lộc, Hòa Thành) bị xây xát nhẹ vùng mặt, hiện đang điều trị tại khoa răng hàm mặt.
12 giờ 30, lực lượng cứu hộ tìm cách đưa máy bay ra khỏi hiện trường.

## Thông tin phi công
| Họ tên         | Năm sinh | Quê quán  | Chức vụ | Phi công | Thành tích | Ghi chú |
| -------------- | -------- | --------- | --- | -------- | ---------- | ------- |
| Phạm Đức Trung | 1994     | Ninh Bình | Học viên phi công K41, chuyên ngành phi công quân sự và chỉ huy tham mưu - Trung đoàn Không quân 910 (Trường Sĩ quan không quân) |          |            | Tử vong |